# Ичетовкин, Юрий Евлампиевич
Юрий Евлампиевич Ичетовкин (27 сентября 1947 года, Кировская область, РСФСР — 11 июля 2016 года, Хабаровск, Российская Федерация) — российский актёр, артист Хабаровского краевого театра драмы. Заслуженный артист РСФСР (1989). Народный артист Российской Федерации (2006).

## Биография
Трудовую деятельность начинал грузчиком. После службы в армии окончил актёрский факультет Дальневосточного института искусств (Владивосток).
С 1978 года — актёр Хабаровского краевого театра драмы.

## Театральные работы
- Аристо («Невеста из Имеретии» В. Константинова и Б. Рацера)
- Джордж Пигден («Номер 13» Р. Куни)
- Алан Льюс («Весельчаки» Н. Саймона)
- Борис Бызов («Детектор лжи» В. Сигарева)
- Иван Петрович Войницкий («Дядя Ваня» А. Чехова)
- Наполеон («Жозефина и Наполеон» И. Губача)
- Тюремщик («Забыть Герострата» Г. Горина)
- Бернар («Ужин по-французски» М. Камолетти)
- Симеонов-Пищик («Вишнёвый сад» А.Чехова)
- Карлсон («Малыш и Карлсон» А. Линдгрен)
- Дудукин («Без вины виноватые» А. Островского)
- Флавий («Квадратура круга» В. Катаева)
- Яичница («Женитьба» Н. Гоголя)
- Дед («В ожидании седьмой луны» А. Касоны)
- Джон («Слишком женатый таксист» и «Папа в паутине» Р. Куни)
- Веллер Мартин («Игра в джин» Д. Кобурна)
- Абель («Соло для часов с боем» О. Заградника)
- Коновалов ("Гостиница «Астория» А. Штейна)
- Кязым («Широколобый» В. Оренова по роману Ф. Искандера «Сандро из Чегема»)
- Старый солдат («Двенадцать месяцев» С. Маршака)
- Возчик («Возчик» В. Калитвянского)
- Оскар Борисович («Виктория» А. Червинского)
- Кузьма Алексеевич Индюков («Беда от нежного сердца» В. Соллогуба)

## Награды
- Заслуженный артист РСФСР (1989)
- Народный артист Российской Федерации (2006)
- Народный артист Татарской АССР (1980)
- Лауреат премии губернатора Хабаровского края за роль Веллера Мартина в спектакле «Игра в джин» Д. Кобурна (1999)
- Лауреат фестивалей «Звезды Дальневосточной сцены» за лучшую мужскую роль (Абель в спектакле «Соло для часов с боем» О. Заградника, Коновалов в "Гостинице «Астория» А. Штейна)